# Kotchubaea
Kotchubaea là một chi thực vật có hoa trong họ Thiến thảo (Rubiaceae).

## Loài
Chi Kutchubaea gồm các loài: